# Kluczewo (powiat wolsztyński)
Kluczewo – wieś w Polsce położona w południowo-zachodniej części województwa wielkopolskiego, w powiecie wolsztyńskim, w północno-wschodniej części gminy Przemęt, w pobliżu Przemęckiego Parku Krajobrazowego.

## Historia
Wieś ma metrykę średniowieczną i pierwotnie związana była z Wielkopolską. Istnieje co najmniej od początku XIV wieku. Wymieniona została w 1210 w łacińskim dokumencie jako Clewo, 1391 Cluczewo, 1394 Clucewo, 1398 Kluczevo, 1404 Kluczewo, 1510 Cluczevo, 1532 Clyuczewo.
Okolice miejscowości zasiedlone były jednak wcześniej niż odnotowują to archiwalne zapisy. W Kluczewie oraz pobliskich miejscowościach odkopano znaleziska archeologiczne. Archeolodzy znaleźli w okolicy pozostałości naczyń ceramicznych datowanych na VII-XI wiek.
Miejscowość była początkowo własnością książęcą, a później szlachecką należącą do lokalnej szlachty wielkopolskiej z rodu Kluczewskich, którzy od nazwy wsi utworzyli swoje odmiejscowe nazwisko. Pierwotnie wieś przynależała do Opola przemęckiego, reliktu wspólnoty rodowo-terytorialnej wywodzącej się z okresu plemiennego, który w średniowieczu stał się podokręgiem kasztelanii. Miejscowość odnotowano w 1404 w granicach tego opola. W 1486 należała do powiatu kościańskiego Korony Królestwa Polskiego. W latach 1395–1399 należała do parafii św. Andrzeja w Przemęcie.
Pierwsza wzmianka o wsi pochodzi z 1210 kiedy książę wielkopolski oraz kaliski Władysław Odonic nadał klasztorowi cystersów w Pforcie w Turyngii m.in. wieś Kluczewo w celu założenia nowego klasztoru w kasztelanii przemęckiej. Fundacja ta ostatecznie nie została zrealizowana.
W latach 1391–1393 jako właściciel we wsi odnotowany został Awstacz z Kluczewa. W 1391 w wyniku rozprawy sądowej nakazano mu, żeby nie szkodził w kluczewskim folwarku Zewrzydowi wójtowi kościańskiemu. Od XIV Kluczewo należało do Kluczewskich. W latach 1393–1408 właścicielem we wsi był Wojciech Sczedrzyk Kluczewski. W 1394 Święchna Kubaczyńska otrzymała w dziale od niego 2 łany oraz połowę karczmy w Kluczewie. W latach 1415–1424 jako właściciela we wsi odnotowano Janusza Kluczewskiego – asesora w sądzie w Kościanie.
W 1497 król polski Jan Olbracht nadał Janowi Firlejowi prawo m.in. do dóbr Przesieka Polska wraz z folwarkiem Białe Jezioro należących do Piotra Kluczewskiego z powodu niedopełnienia przez niego obowiązku pospolitego ruszenia. W 1497 król Jan Olbracht nadał Piotrowi Górskiemu staroście wschowskiemu prawo m.in. do dóbr Przesieka Polska oraz folwarku Białe Jezioro Piotra Kluczewskiego z powodu niedopełnienia przezeń obowiązku pospolitego ruszenia. W 1498 w czasie wojny polsko-tureckiej Jan Kluczewski dziedzic w Kluczewie oraz Katarzyna jego żona wysyłają ze swojego majątku na wyprawę turecką zastępców walczacych w ich imieniu.
Wieś odnotowały także historyczne rejestry podatkowe. W 1510 wieś miała 8 łanów osiadłych, 4 łany opustoszałe oraz wiatrak. W 1530 odnotowano pobór podatków z 5 łanów oraz jednej kwarty. W 1535 pobrano podatki z wiatraka. W 1563 pobór odbył się z 9 i 3/4 łana, karczmy, dwóch rzemieślników, oraz od wiatraka. W 1564 wieś należała do Jana Kluczewskiego i miała 10,5 łana. W 1580 pobór odbył się z 8 i 3/4 łana, 7 zagrodników, 6 komorników, 6 rzemieślników, 30 owiec, wiatraka opustoszałego, dwóch najemnych pracowników od pługa zwanych "ratajami".
W 1508 połowa wsi była własnością Szymona Wilkowskiego, a później Jana Wilkowskiego. Pod koniec XVI wieku w okolicy wsi istniała osada Gackowo (Zaborowo). Wieś położona była w 1580 roku w powiecie kościańskim województwa poznańskiego w Rzeczypospolitej Obojga Narodów. W 1599 r. właścicielem wsi był Jan Kluczewski, a w 1615 r. Mikołaj i Andrzej Konarzewscy. W 1698 r. wieś wraz z innymi miejscowościami sprzedano wdowie po Andrzeju Kotkowskim i Piotrze Żychlińskim. W 1717 r. przekazała ona Kluczewo swojemu synowi Stanisławowi Żychlińskiemu. W roku 1768 miejscowość kupił Franciszek Krzyżanowski. W 1832 r. jako właściciel wymieniany jest Raczyński, w 1841 r. Quas.
W wyniku II rozbioru Rzeczypospolitej w 1793, miejscowość przeszła w posiadanie Prus i jak cała Wielkopolska znalazła się w zaborze pruskim. W okresie Wielkiego Księstwa Poznańskiego (1815–1848) miejscowość wzmiankowana jako Kluczewo należała do wsi większych w ówczesnym pruskim powiecie Kosten rejencji poznańskiej. Kluczewo należało do okręgu wielichowskiego tego powiatu i stanowiło siedzibę odrębnego majątku, a jako właściciel wymieniany jest wówczas Quos. W skład majątku Kluczewo wchodziły wówczas także Sączkowo oraz folwark Borek. Według spisu urzędowego z 1837 roku Kluczewo liczyło 437 mieszkańców, którzy zamieszkiwali 44 dymy (domostwa).
W 1843 r. miejscowość należała do księżnej Joanny Katarzyny Acerenza Pignatelli. Później dobra rycerskie Kluczewo razem z folwarkiem Borek należały do Kaliksta Birona von Curland, a następnie do Adolfa Heinricha z Radomic. Przed 1910 r. dobra te przejęła Maria Knoska, a w 1910 r. Czesław Czochron. W 1913 r. Kluczewo było własnością Jana Żółtowskiego z Czacza. W 1917 r. kupił je od niego Władysław Glabisz. W 1918 r. dobra objął Stanisław Glabisz razem z żoną Janiną. Kilka miesięcy później jako właścicielka odnotowana została Janina Glabisz. W 1843 r. w Kluczewie odnotowano folwark pański i folwark Borek oraz młyn wietrzny, budynek mieszkalny na gruncie pańskim, a także 35 włościanych gospodarstw, w tym 11 w miejscowości Sączkowo. W roku 1881 powierzchnia dóbr rycerskich razem z folwarkiem Borek wynosiła 998,24 ha. Dobra te dzierżawił Aleksander Glaesemer. Na terenie dominium znajdowało się 15 domów, które zamieszkiwało 168 mieszkańców. W 1913 na terenie dóbr Kluczewo prowadzono hodowlę koni, bydła oraz świń. Na terenie majątku działała polna kolejka. Zajmowano się uprawą buraków i tuczem bydła.
Wydarzenia w czasie wojny i okupacji utrwalił w kronice szkolnej ówczesny kierownik placówki – Wojciech Krzyżyński. Według niego wywłaszczanie miejscowej ludności miało miejsce 8 grudnia 1939 r. Jako pierwszą wywieziono właścicielkę majątku Janinę Glabisz oraz jej syna Macieja. Wielkie wywłaszczenie odbyło się 24 października 1941 w ramach niemieckiej akcji przesiedleńczej Heim ins Reich. Wywłaszczono wtedy szesnaście rodzin, a na ich miejsce przywieziono Niemców. Największe wywłaszczenie miało miejsce w lipcu 1944 r. – wywieziono wtedy ok. 50-60 rodzin. W dniu wybuchu wojny liczba ludności wsi wynosiła 1008, po wywłaszczeniu natomiast – 592. Niemców, których w dniu wybuchu wojny na terenie miejscowości nie było wcale, po wywłaszczeniu było 363.
W latach 1954–1959 wieś należała i była siedzibą władz gromady Kluczewo, po jej zniesieniu w gromadzie Bucz. W latach 1975–1998 miejscowość należała administracyjnie do województwa leszczyńskiego.

## Szkoła

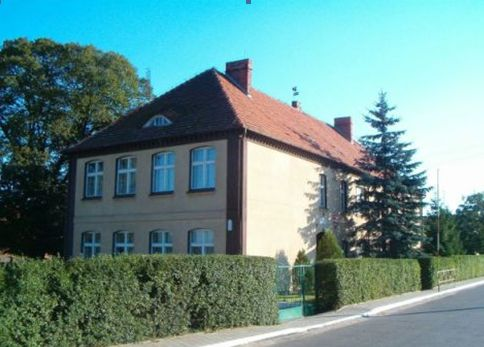
Szkoła podstawowa w Kluczewie, 2006

W 1819 r. założono w Kluczewie szkołę. Podlegały jej miejscowości: Kluczewo, Borek, Siekowo, Siekówko oraz Sączkowo. Obecny budynek wzniesiono w 1891 r., a w lipcu 1939 r. rozpoczęto proces jego rozbudowy. Prace toczyły się aż do dnia wybuchu II wojny światowej. Szkołę rozbudowano o 1/3 w kierunku południowym od frontu. Otynkowana została strona południowa, zachodnia i północna, ale tylko połowa. Murarze, którzy byli przy pracy w dniu 1 września 1939, dostali zawezwanie do wojska, a powtórne działania wojenne przerwały całą pracę. Podczas okupacji szkoła była zamknięta dla polskich dzieci. Budynek szkoły przekształcono na łagier dla czarnomorców. W 1943 r. otwarto w Kluczewie niemiecką szkołę powszechną, którą prowadził jeden nauczyciel. Dzieci polskie chodziły w tym czasie do Siekowa, gdzie zbierały kamienie, a te w wieku od 12 lat podlegały już urzędowi pracy i brane były jako pasterze do bydła. W 1945 r., po uderzeniu Armii Czerwonej, Niemcy opuścili Kluczewo. Od lutego 1945 r. rozpoczęły się tu lekcje w języku polskim. Obecnie w Kluczewie mieści się szkoła podstawowa, do której uczęszcza ok. 100 uczniów. 

## Dworek

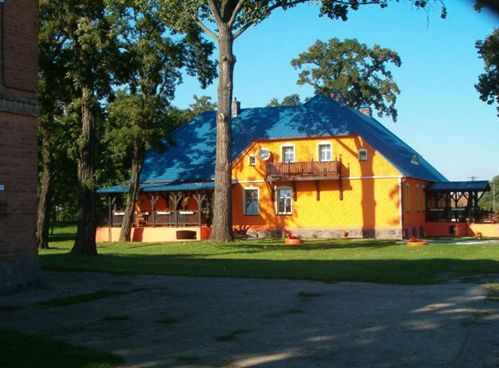
Dworek w Kluczewie, 2006

We wsi znajduje się zabytkowy dworek. Przez wiele lat pozostawał on w stanie ruiny. Budynek był ogrodzony, a wstęp do niego – wzbroniony z powodu groźby zawalenia. Kilka lat temu teren wraz z dworem został wykupiony. Na podstawie starych fotografii zebranych od mieszkańców Kluczewa nowy właściciel odrestaurował budynek dworu.

## Urodzeni w Kluczewie
- Adam Napieralski – polski redaktor, wydawca, polityk, poeta, powieściopisarz, działacz narodowy i społeczny[8].